# بیتر لیک (سیاتل)
بیتر لیک (به انگلیسی: Bitter Lake) یک منطقهٔ مسکونی در ایالات متحده آمریکا است که در سیاتل واقع شده‌است. این منطقه به دلیل برجسته‌ترین ویژگی آن، دریاچه تلخ «بیتر لیک» نامگذاری شده‌است. منطقه جنگلی عمدتاً طبیعی از جنگل صنوبر داگلاس تا جنگل سرو قرمز غربی امتداد دارد که بومیان آمریکایی تا اواخر سده نوزدهم میلادی در آن ساکن بودند. توسعه این منطقه به ویژه زمانی افزایش یافت که تراموا بین شهری سیاتل به اورت، واشینگتن در سال ۱۹۰۶ به این دریاچه رسید. یک کارخانه چوب بری تا سال ۱۹۱۳ در این منطقه کار می‌کرد تا زمانی که بیشتر درختان قطع شدند.